# دائرة أوانامينت
دائرة أوانامينت هي إحدى الدوائر الأربع في الإدارة الشمال شرقية في هايتي، يبلغ عدد سكانها 109,594 في إحصائيات أغسطس 2003، تتبعها ثلاث بلديات، ورمزها البريدي يبدأ بالرقم 22.